# Živorad Kovačević

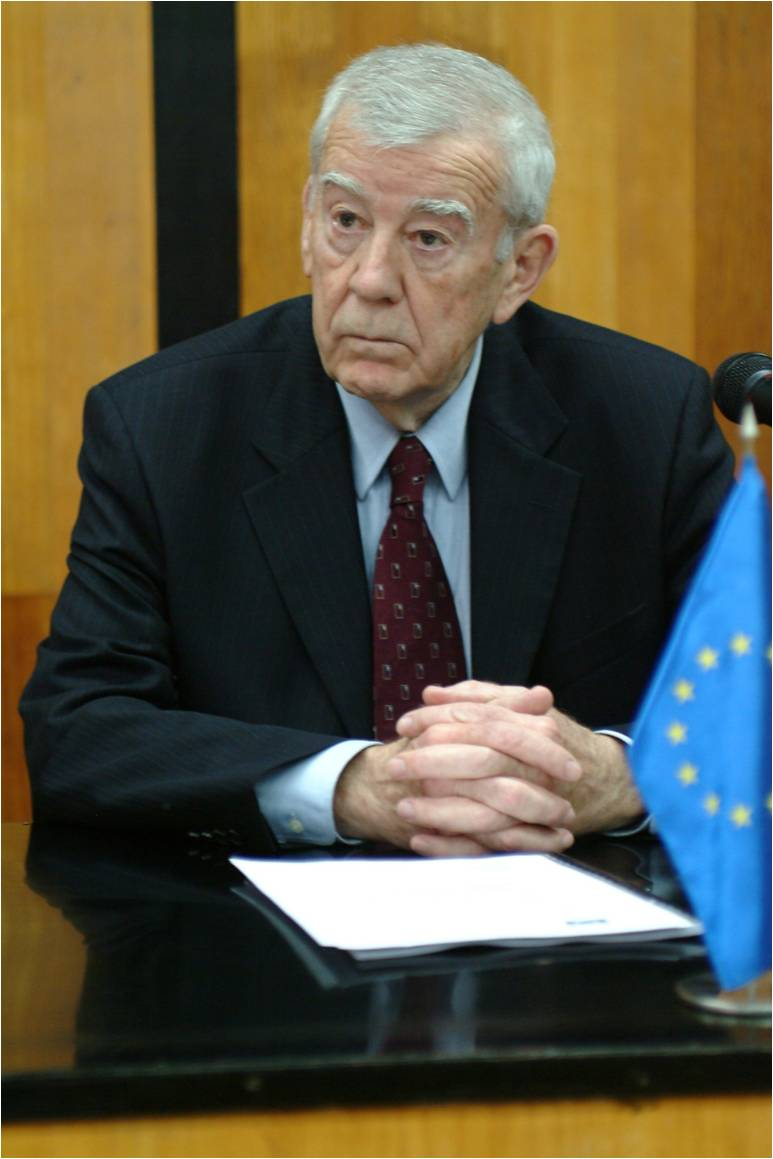
Živorad Kovačević (2011)

Živorad Kovačević (* 30. Mai 1930 in Jagodina; † 23. März 2011 in Belgrad) war ein jugoslawischer Politiker und Diplomat.

## Leben
1952 schloss er ein Studium an Hochschule für Journalismus und Diplomatie in Belgrad ab. 1961 machte er an der University of California, Berkeley einen Master-Abschluss in Politikwissenschaft, danach belegte er ein Aufbaustudium im Fach Internationale Beziehungen an der Harvard University.
Von 1974 bis 1982 war er Bürgermeister der jugoslawischen Hauptstadt Belgrad. Er war zudem Generaldirektor des Jugoslawischen Städte- und Gemeindebundes.
Ab 1982 bis 1986 war er Vorsitzender der Kommission für auswärtige Beziehungen der jugoslawischen Regierung. Von 1987 bis 1989 war er jugoslawischer Botschafter in den Vereinigten Staaten. Als Grund für Kovačevićs Abberufung wird dessen offene und scharfe Gegnerschaft zu Slobodan Milošević angenommen.
Ab 1999 war er Präsident der Europäischen Bewegung Serbien.